# 姑蘇行
《姑蘇行》曲笛獨奏曲，江先渭在1962年創作。是一首描寫江南風光的樂曲，表現歷史古城蘇州的秀麗風光和人們遊覽時的愉悅心情。
以崑曲音樂為基礎，表現了典型的江南音樂和南派笛子抒情、典雅、輕巧、活潑的特點。旋律以五聲音階為主，跳躍的音程不多，節奏和強弱的對比不大。自由和不規則的樂句劃分，運用了不同的傳統民間音樂素材；如江南絲竹等傳統合奏，常以變奏形式，把樂曲的情緒逐漸推高，使樂曲在熱烈的氣氛中結束。而在快板後重現慢板主題，形成三段體結構，與傳統樂曲不同。

## 結構
帶引子的三部曲式：
1. 引子：散板
2. 慢板：較多帶裝飾音的長音，具有昆曲纏綿柔美的風格特色
3. 中段：快板，而且在活潑熱情的十六分音符旋律中，經常出現不正規的切分音
4. 慢板：重現慢板的主題，間中有小量加花